# Souprava metra Rusič

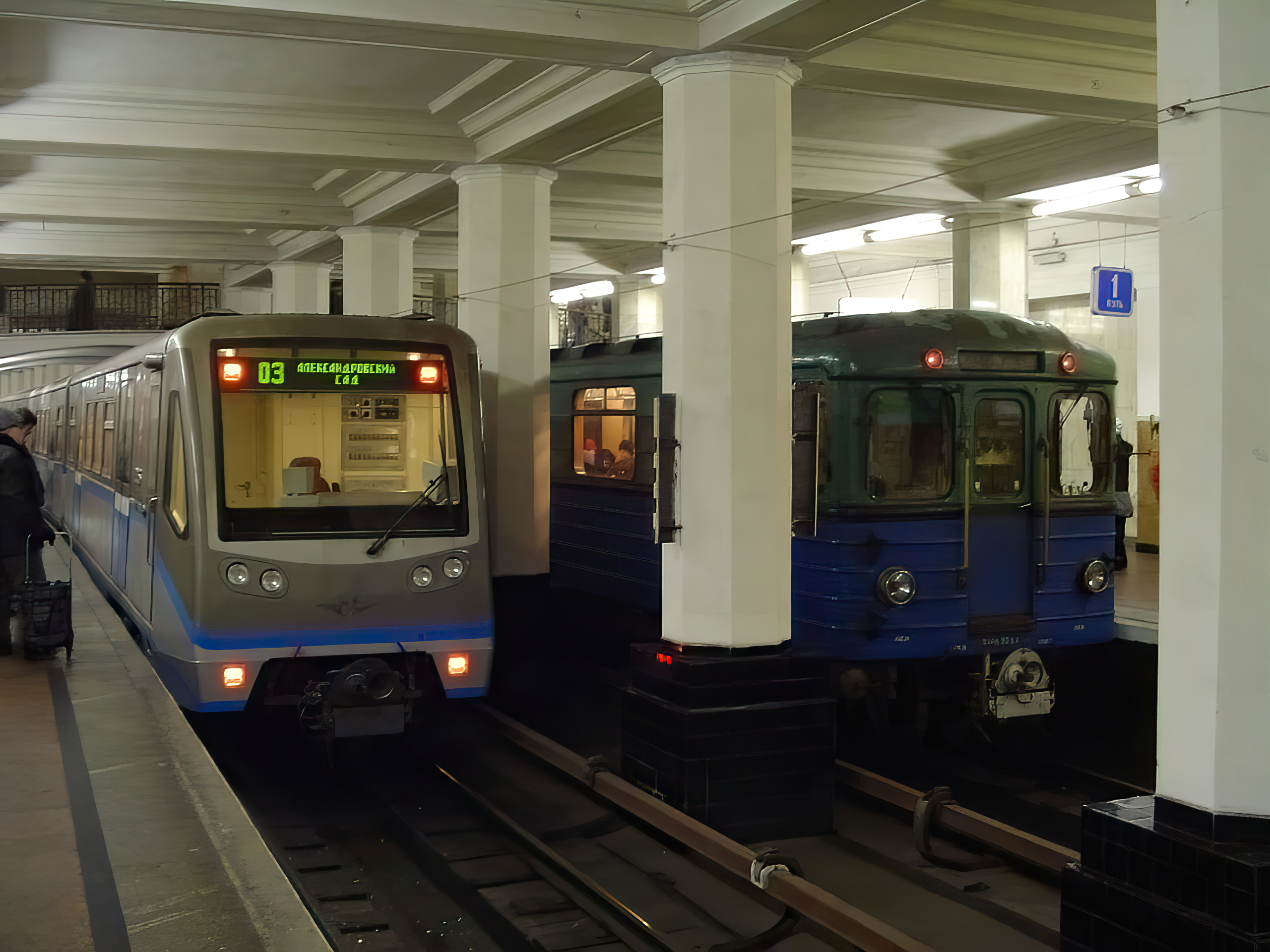
Souprava typu Rusič (vlevo) se soupravou typu E (vpravo) ve stanici Alexandrovskij Sad v Moskvě.

Rusič je ruská souprava metra, provozovaná od roku 2003 na některých linkách moskevského metra. Výrobcem soupravy je společnost Metrovagonmaš. Číselné označení pro Rusiče je 81-740 a 81-741.
Konstrukce vlaku vychází ze soupravy Jauza, byla však v mnoha bodech přepracována. Jednotlivé soupravy se skládají z čelních a vložených vozů, které jsou spolu spojeny měchy, takže cestující mohou mezi vagóny procházet. Sedačky jsou uspořádány podélně, jsou však dělené. Oproti Jauze se zlepšilo i odhlučnění vozů. Motory jsou celkem čtyři, každý z nich má výkon 160 kW.

## Využití
Soupravy typu Rusič jsou určeny převážně pro provoz v tzv. lehkém metru, v Moskvě se jedná konkrétně o butovskou linku, provozovány jsou ale také i na lince filjevské.
Soupravy Rusič lze potkat i v Sofii; jezdí tam na linkách 1, 2 a 4. Jsou provozovány v třívozových soupravách, do Sofie byly dodány mezi lety 2012 a 2013. Podle let dodání je odlišeno barevné schéma souprav. Provedení zelenobílé, fialovobílé a červenobílé.